# Muhammad Yunus
Muhammad Yunus (Bengaals: মুহাম্মদ ইউনুস Muhammod Iunus) (Chittagong, 28 juni 1940) is een Bengalese econoom en bankier en politicus.
Muhammad Yunus is de ontwikkelaar en grondlegger van het microkrediet. Hij is ook de oprichter van de Grameen Bank. In 2006 kreeg Yunus samen met deze bank de Nobelprijs voor de Vrede, "voor hun inspanningen om economische en sociale ontwikkelingen van onderop mogelijk te maken."
In augustus 2024 werd hij aangesteld als leider van een interim-regering in Bangladesh, nadat de vorige premier Hasina Wajed het land ontvluchtte na aanhoudende studentenprotesten.

## Opleiding en vroege carrière
Yunus studeerde aan de Chittagong Collegiate School en het Chittagong College. Hij haalde zijn BA en MA aan de Dhaka University. Hij kreeg zijn PhD in economie van de Vanderbilt University in Nashville in 1969 na een Fulbright scholarship. Later ging hij als hoogleraar economie aan de Chittagong University werken.
Yunus begon met het bestrijden van armoede tijdens een hongersnood in Bangladesh in 1974. Hij ontdekte dat kleine leningen een aanmerkelijk verschil konden maken in de mogelijkheid voor een arm persoon om te overleven. Zijn eerste lening was er een van US$27 uit zijn eigen zak, die hij uitleende aan vrouwen in het dorp Jobra - bij de Chittagong University - die meubels uit bamboe maakten. Zij verkochten deze terug aan de uitleners om woekerrentes terug te betalen die ze hadden genomen om de bamboe te kopen. Met een nettowinst van vijf Bengalese taka (twee dollarcent) konden de vrouwen zichzelf of hun families niet onderhouden. Traditionele banken wilden aan arme mensen geen kleine leningen verstrekken, omdat ze gezien werden als een risico.

## Oprichting van de Grameen Bank
In 1974 smeedde Yunus het idee van Gram Sarker (dorpsbestuur) als een vorm van lokaal bestuur gebaseerd op de participatie van de plattelandsbevolking. Dit concept bleek erg succesvol en werd in 1980 door de regering van Bangladesh overgenomen.
In 1976 richtte Yunus de Grameen Bank op om leningen voor arme Bengalezen mogelijk te maken. Sindsdien heeft de bank meer dan US$5 miljard aan meer dan vijf miljoen leners uitgeleend. Om terugbetaling te garanderen gebruikt de bank een systeem van "solidariteitsgroepen". In deze kleine informele groepen vragen mensen samen een lening aan. De leden treden op als mede-garantstellers en steunen elkaars pogingen economische vooruitgang te boeken.
De Grameen Bank heeft door de tijd heen ook andere systemen van alternatief krediet dat de armen helpt ontwikkeld. Naast het microkrediet biedt zij ook woningleningen aan, leningen voor visserij en irrigatie, durfkapitaal, textiel en andere activiteiten, samen met andere bankactiviteiten zoals sparen.
Het succes van het Grameen-model heeft verschillende navolgingen gehad in de ontwikkelingslanden en ook in de geïndustrialiseerde wereld zoals de Verenigde Staten. Veel, maar niet alle microkredietprojecten leggen de nadruk op het lenen aan vrouwen. Meer dan 95% van Grameens leningen zijn naar vrouwen gegaan, die disproportioneel aan de armoede lijden en die meer dan mannen geneigd zullen zijn om hun verdiensten aan de noden van de familie te geven.

## Onderscheidingen
In 1996 werd Yunus onderscheiden met de Internationale Simón Bolívar-prijs van de UNESCO, een prijs die het doel heeft activiteiten van buitengewone verdienste te belonen die in de geest staan van de Latijns-Amerikaanse vrijheidsstrijder Simón Bolívar.
Op 13 oktober 2006 werd hij onderscheiden met de Nobelprijs voor de Vrede. Daarnaast ontving hij in 2006 de Four Freedoms Award voor vrijwaring van gebrek.

## Rechtszaken
In 2007 gaf Yunus blijk van politiek aspiraties. Dit bracht hem in conflict met de gevestigde politiek orde. Sinds premier Hasina Wajed in 2008 aan de macht in Bangladesh is gekomen, is Yunus vele malen publiekelijk aangevallen. Volgens Amnesty International zijn er zo'n 150 rechtszaken tegen hem aangespannen. In 2011 beschuldigde Hasina hem ervan “bloed van de armen te zuigen”.
In januari 2024 is Yunus veroordeeld tot zes maanden gevangenisstraf vanwege het overtreden van de arbeidswetten. Werknemers van Grameen Telecom, waarvan Yunus voorzitter is, zouden onterecht geen vast contract hebben gekregen, waardoor ze geen uitkeringen voor verlof of sociale voorzieningen kregen.

## Terugkeer in de politiek
Op 8 augustus legde Yunus de eed af als interim-premier van Bangladesh, na het ontslag van premier Sheikh Hasina en haar vlucht naar India, volgend op de dodelijke rellen vanwege de geplande herinvoering van voorkeursquota bij overheidsfuncties.